# Albin Mlakar
Albin Mlakar, slovenski častnik v avstro-ogrski vojski in partizan, * 25. februar 1890, Planina, † 21. julij 1946, Maribor.
Mlakar je v Avstrijskem Kremsu končal kadetnico. V prvi svetovni vojni je bil najprej na vzhodni fronti, od februarja 1916 do konca vojne pa na Soškem bojišču. Maja 1916 je kot poročnik inženirske enote s svojo enoto zavzel utrdbo Casa Ratti, septembra istega leta pa je raztrelil italijanske vojaške položaje na gori Monte Cimone pri Arsieru, oktobra 1917 pa je prav tako uničil utrdbe na Kalu v Krnskem pogorju.
Mlakar je bil kot prvi nižji častnik v avstro-ogrski vojski odlikovan z viteškim križecem avstrijskega cesarskega reda Leopolda, za miniranje Kala pa z zlato medaljo za hrabrost. Leta 1918 je napredoval v stotnika. Mlakar je bil najznamenitejši slovenski častnik v avstro-ogrski armadi.
Novembra 1918 je na Ptuju organiziral slovensko vojsko. Leta 1944 pa se je priključil partizanom.